# Epesses
Epesses war bis zum 1. Juli 2011 eine politische Gemeinde im Distrikt Lavaux-Oron im Kanton Waadt in der Schweiz. Sie fusionierte mit Cully, Grandvaux, Riex und Villette (Lavaux) zur neuen politischen Gemeinde Bourg-en-Lavaux.

## Geographie

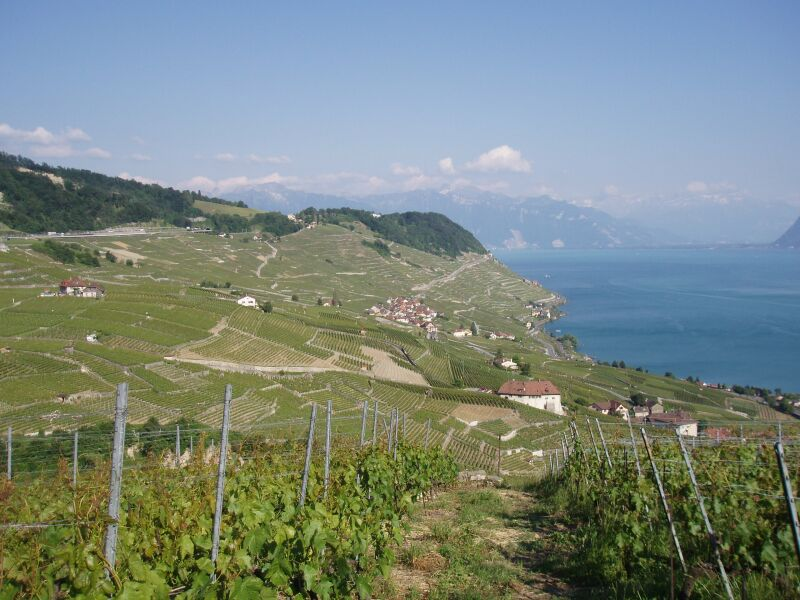
Rebhänge des Lavaux, in der Bildmitte Epesses

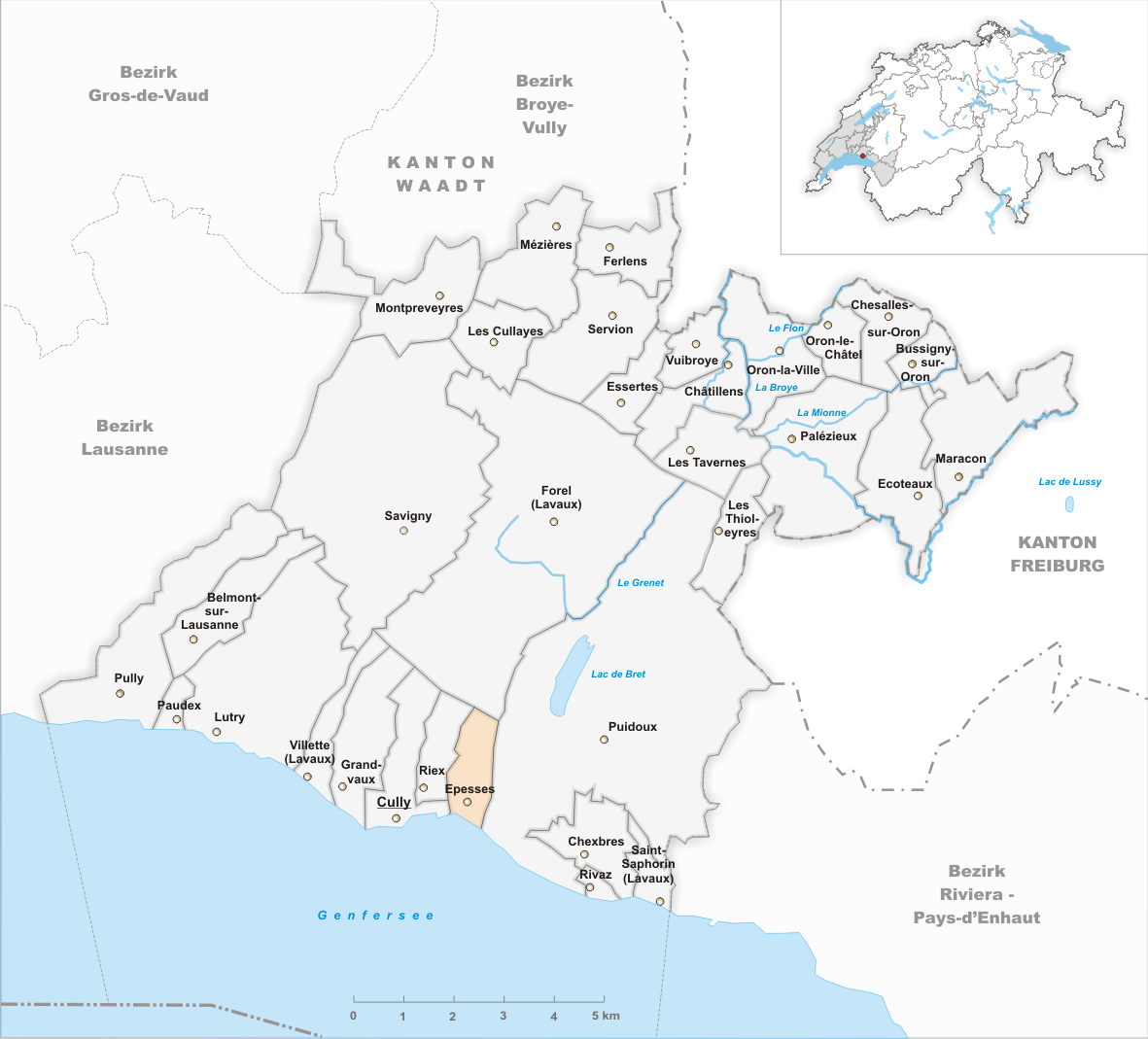
Gemeindestand vor der Fusion am 30. Juni 2011

Luftbild (1949)

Epesses liegt auf 464 m ü. M., zehn Kilometer ostsüdöstlich der Kantonshauptstadt Lausanne (Luftlinie). Das Dorf erstreckt sich auf einer kleinen Verebnungsfläche inmitten der Weinberge am Steilhang des Lavaux, am Hang des Mont de Gourze an aussichtsreicher Lage rund 80 m über dem Seespiegel des Genfersees.
Die Fläche des 1,6 km² grossen Gemeindegebiets umfasst einen Abschnitt des Lavaux am Nordostufer des Genfersees (rund 700 m Seeuferlinie). Der Gemeindeboden erstreckt sich vom Seeufer nordwärts den Steilhang von Epesses hinauf bis auf die Waldhöhen östlich des Mont de Gourze. Der Hang wird durch den Dorfbach Rio d’Enfer zum Genfersee entwässert. Auf der Höhe oberhalb des Hofes Bois de Romont wird mit 864 m ü. M. der höchste Punkt von Epesses erreicht. Von der Gemeindefläche entfielen 1997 10 % auf Siedlungen, 29 % auf Wald und Gehölze, 60 % auf Landwirtschaft und etwas mehr als 1 % war unproduktives Land.
Epesses besteht aus dem eigentlichen Dorfkern, den beiden Weilern Crêt-Dessus (459 m ü. M.) und Crêt-Dessous (432 m ü. M.), jeweils am Rio d’Enfer gelegen, sowie einigen wenigen frei stehenden Bauernhöfen. Nachbargemeinden von Epesses waren Cully, Riex, Forel (Lavaux) und Puidoux.

## Bevölkerung
Mit 332 Einwohnern (Stand 31. Dezember 2010) gehörte Epesses zu den kleinen Gemeinden des Kantons Waadt. Von den Bewohnern sind 88,6 % französischsprachig, 3,3 % deutschsprachig und 3,3 % portugiesischsprachig (Stand 2000). Die Bevölkerungszahl von Epesses belief sich 1850 auf 382 Einwohner, 1900 auf 419 Einwohner. Bis 1960 (381 Einwohner) blieb die Bevölkerungszahl annähernd konstant, seither wurde ein Rückgang der Einwohner um rund 20 % verzeichnet. Dieser Rückgang ist darauf zurückzuführen, dass in den Rebhängen keine neuen Gebäude erstellt werden dürfen.

## Wirtschaft
Die meisten Häuser im Dorfkern werden von Winzern bewohnt, welche die 52 ha Rebland auf dem Gemeindegebiet pflegen. Abgesehen von einigen Restaurants bestehen seit Ende 2002 keine weiteren Geschäfte mehr. Der Anbau von Qualitätsweinen bildet heute den Haupterwerbszweig. Produziert werden v. a. trockene Weißweine, hauptsächlich aus der Rebsorte Chasselas, daneben aber auch Rotweine (Pinot Noir, Syrah u. a.) und Spezialitäten. In Epesses befinden sich drei bekannte Lagen:
- Epesses (nördlich und westlich des Dorfkerns, teilweise in der Gemeinde Riex gelegen)

sowie insbesondere die Grands crus (grossen Gewächse)
- Calamin (südlich des Dorfkerns, zum Genfersee hinunter)
- Le Dézaley (im Osten; teilweise bereits in den Gemeinden Puidoux und Rivaz gelegen)

## Verkehr
Epesses liegt zwar abseits der Durchgangsstrassen, ist aber verkehrstechnisch trotzdem gut erschlossen. Durch Epesses führt eine Verbindungsstrasse von Cully nach Chexbres, dem Seeufer entlang verläuft die Hauptstrasse 9. Der nächste Autobahnanschluss an die 1974 eröffnete A9 (Lausanne-Sion), welche das frühere Gemeindegebiet durchquert, ist Chexbres, rund 3 km vom Ort entfernt.
Am 2. April 1861 wurde der Abschnitt Lausanne-Villeneuve der Bahnlinie von Lausanne ins Wallis mit dem Bahnhof Epesses (am Seeufer) in Betrieb genommen. Für die Feinverteilung im öffentlichen Verkehr sorgt eine Buslinie, welche die Strecke von Cully via Epesses und Chexbres zum Bahnhof Puidoux-Chexbres bedient.

## Geschichte
Spuren einer Römerstrasse und Münzfunde deuten auf eine frühe Besiedlung des Gemeindegebietes hin. Die erste urkundliche Erwähnung des Ortes erfolgte 1166 unter dem Namen Espesses; 1228 erschien die Bezeichnung Spesses. Der Ortsname leitet sich vom lateinischen Wort spissa (dicht, dick) ab, womit wahrscheinlich die Rottanne gemeint ist.
Im Mittelalter unterstand Epesses der Benediktinerabtei Lutry. Mit der Eroberung der Waadt durch Bern im Jahr 1536 gelangte das Dorf unter die Verwaltung der Vogtei Lausanne. Nach dem Zusammenbruch des Ancien Régime gehörte Epesses von 1798 bis 1803 während der Helvetik zum Kanton Léman, der anschliessend mit der Inkraftsetzung der Mediationsverfassung im Kanton Waadt aufging. 1798 wurde es dem Bezirk Lavaux zugeteilt.
Erst 1824, als die Grossgemeinde Villette aufgeteilt wurde, erlangte Epesses den Status einer selbständigen politischen Gemeinde. Ein Projekt zur Fusion der fünf heute unabhängigen Gemeinden Cully, Epesses, Riex, Grandvaux und Villette (Lavaux) scheiterte in einer Abstimmung am 27. Februar 2005 am Widerstand der Bevölkerung von Grandvaux. Das Projekt wurde deswegen vorläufig nicht weiter verfolgt. Erst am 1. Juli 2011 trat die Fusion dieser fünf Gemeinden zur neuen Gemeinde Bourg-en-Lavaux in Kraft.

## Sehenswürdigkeiten
Epesses mit seinen dicht gedrängten, oft aneinandergebauten Häusern, zumeist aus dem 17. bis 19. Jahrhundert, bietet ein malerisches Ortsbild. Die Kapelle Saint-Jacques geht im Kern auf das 14. bis 16. Jahrhundert zurück und wurde seither mehrfach restauriert. Das aus dem 15. Jahrhundert stammende Haus Bovard steht unter Denkmalschutz.